# Vasilij Pronin
Vasilij Pronin (russisk: Васи́лий Марке́лович Про́нин) (født 24. juli 1905 i Kobelevo i det Russiske Kejserrige, død 23. november 1966 i Sovjetunionen) var en sovjetisk filminstruktør.

## Filmografi
- Kommandant af fugleøen (Комендант Птичьего острова, 1939)[1][2]
- Søn af regimentet (Сын полка, 1946)
- Kazaki (Казаки, 1961)
- Vore sønner (Наш дом, 1965)